# نیکلاس کروزر
نیکلاس کروزر (انگلیسی: Niklas Kreuzer؛ زادهٔ ۲۰ فوریهٔ ۱۹۹۳) بازیکن فوتبال اهل آلمان است.
از باشگاه‌هایی که در آن بازی کرده‌است می‌توان به باشگاه فوتبال دینامو درسدن، باشگاه فوتبال قوت-وایس ارفورت، و باشگاه فوتبال بازل اشاره کرد.
وی همچنین در تیم‌های ملی فوتبال Germany national under-16 football team، جوانان آلمان، و زیر ۲۰ سال آلمان بازی کرده‌است.